# Motive
Motive é uma série de televisão canadense que estreou em 3 de fevereiro de 2013 e transmitido pela CTV. No Brasil, a série foi transmitida no canal GNT.

## Elenco

### Elenco principal
- Kristin Lehman como Angelika Flynn[2]
- Louis Ferreira como Oscar Vega
- Brendan Penny como Brian Lucas
- Lauren Holly como Dr. Betty Rogers
- Cameron Bright como Manny Flynn
- Roger Cross como Boyd Bloom

### Elenco convidado
- Amanda Tapping como Dr. Kate Robbins
- Joey McIntyre como Glen Martin
- Siobhan Williams como Tiffany Greenwood
- Noam Jenkins como David
- Ross D. Noble como Gary
- Claire Smithies como Corrine
- Svetlana Efremova

## Produção
Em 31 de maio de 2013, CTV encomendou 13 episódios a ser filmado em Vancouver, Colúmbia Britânica de 17 de setembro de 2012 a 26 de fevereiro de 2013.

## Recepção da crítica
Motive teve recepção mista por parte da crítica especializada. Em base de 14 avaliações profissionais, alcançou uma pontuação de 50% no Metacritic.